# Ернест Дюшен
Ернест Дюшен (30 травня 1874, Париж — 12 квітня 1912 Амелі-ле-Бен) — французький лікар; задовго до Александра Флемінга експериментально встановив антибіотичні властивості пеніцілліум. Також вніс великий внесок у розвиток топічної діагностики в неврології.

## Біографія
У 1894 році вступив у Школу військово-медичної служби в Ліоні. У 1897 році представив дисертацію на здобуття докторського ступеня, присвячену «антагонізму між цвіллю і мікробами». Дюшен послав свою дисертацію в Інститут Пастера, але не отримав відповіді. Він вважав за необхідне продовження досліджень, але цьому перешкодила подальша військова служба.
Один рік провів в інтернатурі у Валь-де-Грас, потім був призначений майором медицини 2-го класу в 2-й гусарський полк у Санліс.
У 1901 році одружився. Через два роки дружина померла від туберкульозу.
У 1904 році також захворів на туберкульоз. Через три роки був звільнений з військової служби і спрямований у санаторій в Амелі-ле-Бен.
Помер 12 квітня 1912 року, у віці 37 років. Похований поруч із дружиною на цвинтарі Гран-Жас в Каннах.